# Список дипломатических миссий Китайской Республики

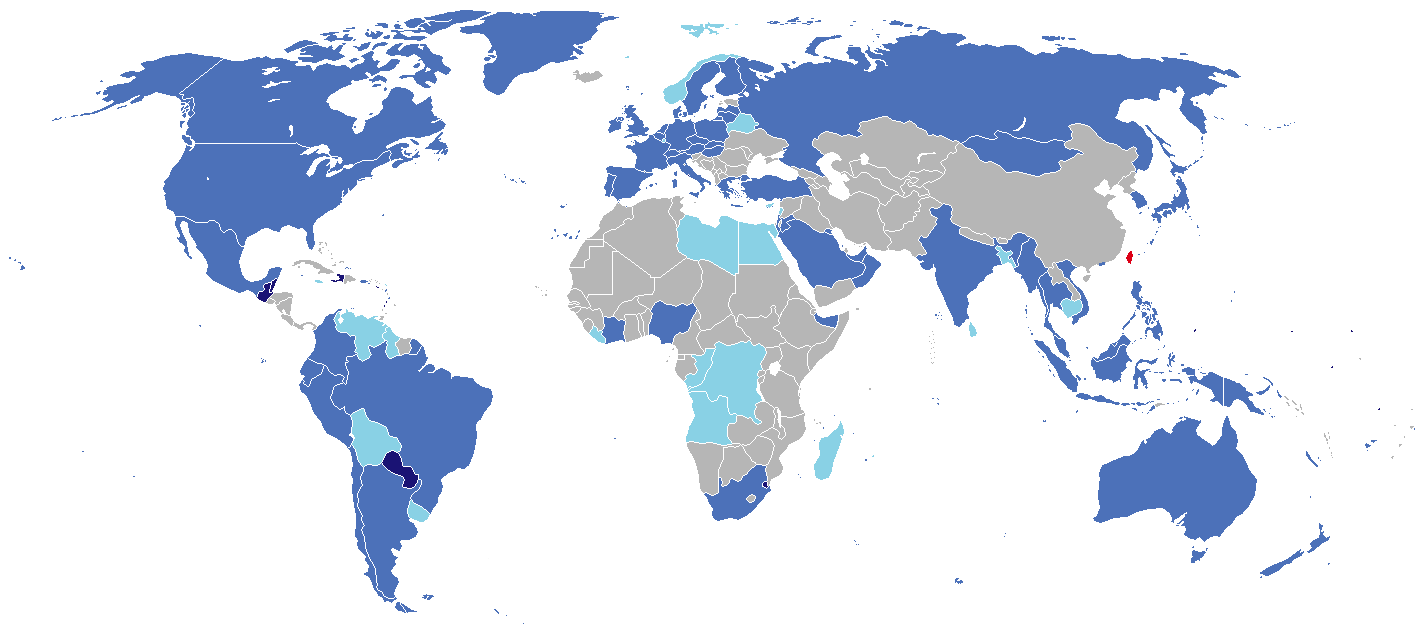
Синим цветом указаны государства, поддерживающие дипломатические отношения с Китайской республикой (Тайвань), голубым цветом указаны государства, имеющие официальные и неофициальные торгово-экономические и культурные отношения с Тайванем, красным — Тайвань

Список дипломатических миссий Китайской Республики — в связи с проводимой КНР внешней политикой «одного Китая» — направленной на признание другими государствами лишь одного из ныне существующих независимых китайских государств (а именно — собственно КНР), дипломатическое признание и поддержание политических отношений с Китайской Республикой (Тайвань) ныне осуществляет небольшое количество государств. Здесь указаны лишь официальные дипломатические и торговые представительства Китайской Республики (Тайвань). В то же время в практически всех крупных государствах Азии, Европы и Америки существуют неофициальные культурные и экономические офисы Тайваня (так называемые Taipei Economic and Cultural Office (Культурно-экономический офис Тайбэя). С 2010 года особо тесные культурные, экономические и торговые отношения связывают Тайвань с особым административным районом КНР Гонконгом. Там учреждены специальные советы по сотрудничеству Taiwan-Hong Kong Economic and Cultural Co-operation Council (ECCC) и Hong Kong-Taiwan Economic and Cultural Co-operation and Promotion Council (ECCPC).

## Европа
- Ватикан (посольство)
- Литва (представительство Китайской Республики)

## Северная Америка
- Белиз: Белиз-Сити (посольство)
- Доминиканская Республика: Санто-Доминго (посольство)
- Сальвадор: Сан-Сальвадор (посольство)
- Гватемала: Гватемала (посольство)
- Гаити: Петьонвиль (посольство)
- Никарагуа: Манагуа (посольство)
  - Колон (генеральное консульство)
- Сент-Китс и Невис: Бастер (посольство)
- Сент-Люсия: Кастри (посольство)
- Сент-Винсент и Гренадины: Кингстаун (посольство)

## Южная Америка
- Эквадор Кито (торговое представительство Китайской Республики)
- Парагвай Асунсьон (посольство)
  - Сьюдад-дель-Эсте (генеральное консульство)

## Африка
- Гамбия Банджул (посольство)
- Кот-д’Ивуар Абиджан (представительство Китайской Республики)
- Ливия Триполи (торговое представительство Китайской Республики)
- Нигерия Абуджа (торговое представительство Китайской Республики)
- Сомалиленд Харгейса (представительство Китайской Республики)
- Сан-Томе и Принсипи Сан-Томе (посольство)
- Эсватини Мбабане (посольство)

## Азия
- Бахрейн Манама (торговое представительство Китайской Республики)
- Иордания Амман (торговое представительство Китайской Республики)
- ОАЭ Дубай (торговое представительство Китайской Республики)

## Океания
- Фиджи Сува (торговое представительство Китайской Республики)
- Кирибати Тарава (посольство)
- Маршалловы Острова Маджуро (посольство)
- Науру Ярен (посольство)
- Палау Корор (посольство)
- Папуа — Новая Гвинея Порт-Морсби (торговое представительство Китайской Республики)
- Соломоновы Острова Хониара (посольство)
- Тувалу Фунафути (посольство)

## Международные организации
- Брюссель (постоянное представительство при ЕС)
- Женева (культурно-экономическое представительство и постоянная миссия при ВТО)